# Câu lạc bộ bóng đá Mancons Sài Gòn
Câu lạc bộ bóng đá Mancons Sài Gòn là một câu lạc bộ bóng đá tại Việt Nam, có trụ sở tại Thành phố Hồ Chí Minh, Việt Nam. Sân nhà của đội bóng là Sân vận động Thống Nhất.

## Lịch sử
Mancons Sài Gòn là một đội bóng mới được thành lập năm 2001 do ông bầu Trần Nguyên Hùng - nhân vật ngành xây dựng đầu tư. Năm 2013, Mancons Sài Gòn vô địch hạng A Thành phố Hồ Chí Minh rồi đoạt luôn chức vô địch Giải bóng đá hạng ba quốc gia 2014. Tại Giải bóng đá hạng nhì quốc gia 2015 khi mới giành quyền lên chơi Giải bóng đá hạng nhì quốc gia Việt Nam, đội thi đấu khá ấn tượng và giành vị trí thứ ba trên 8 đội bảng B (không được vào vòng chung kết đá suất thăng Giải bóng đá hạng nhất quốc gia)..
Năm 2015, suýt chút nữa Mancons Sài Gòn giành được vé lên đá Giải bóng đá hạng nhất quốc gia. Cuối tháng 12 năm 2015, Phan Thanh Bình ký hợp đồng với Mancons Sài Gòn Thánh Bình với vai trò trợ lý huấn luyện viên rồi huấn luyện viên trưởng kiêm nhiệm cả vai trò cầu thủ của đội bóng.
Tại Giải hạng nhì quốc gia 2018, Mancons Sài Gòn tuyên bố bỏ giải và không thi đấu do những bất cập trong khâu tổ chức. 

## Huấn luyện viên
| Huấn luyện viên của Mancons Sài Gòn \| - 2015: Lưu Ngọc Hùng - 2016–2017: Phan Thanh Bình [5] \| |
| - 2015: Lưu Ngọc Hùng - 2016–2017: Phan Thanh Bình                                               |